# Gieorgij Arbatow
Gieorgij Arkadjewicz Arbatow (ros. Гео́ргий Арка́дьевич Арба́тов, ur. 19 maja 1923 w Chersoniu, zm. 1 października 2010 w Moskwie) – radziecki prawnik, historyk, politolog, ekspert od stosunków międzynarodowych, amerykanista.

## Życiorys
Pochodził z rodziny żydowsko-ukraińskiej; ojcem był Arkadij Arbatow (1898-1954), matką Anna Arbatowa (1901—1977). Przebywał w Niemczech, gdzie ojciec pracował w Przedstawicielstwie Handlowym ZSRR w Berlinie (1930-1935). W 1941 ukończył szkołę średnią i został powołany do Armii Czerwonej, skończył szkołę artylerii im. Krasina w Moskwie (1-е Московское Краснознаменное артиллерийское училище имени Л. Б. Красина), później walczył kolejno na Froncie Kalinińskim, Stepowym, Woroneskim, 1 i 2 Ukraińskim, od 1943 członek WKP(b). W 1943 został ranny, później ciężko zachorował i 1944 został zwolniony do rezerwy. W latach 1944–1949 studiował w Moskiewskim Państwowym Instytucie Stosunków Międzynarodowych, później pracował w Wydawnictwie Zagranicznej Literatury (Издательствo иностранной литературы) w Moskwie (1949-1953), w pismach „Woprosy fiłosofii” (1953—1957), „Nowoje wriemia” (1957-1959) i „Kommunist” (1959-1960) oraz w międzynarodowym piśmie „Problemy mira i socyalizma” w Pradze (1960-1962). Od maja 1964 konsultant odpowiedzialny Wydziału Międzynarodowego KC KPZR, później kierownik pododdziału i kierownik grupy konsultantów tego wydziału. Doktor nauk historycznych, później profesor, w latach 1967–1992 dyrektor Instytutu USA i Kanady Akademii Nauk ZSRR, od 1970 członek korespondent, a od 1974 akademik Akademii Nauk ZSRR. Był doradcą Leonida Breżniewa, Jurija Andropowa, Konstantina Czernienki i Michaiła Gorbaczowa w sprawach międzynarodowych. Deputowany do Rady Najwyższej ZSRR od 9 do 11 kadencji, później deputowany ludowy ZSRR. W latach 1971–1976 członek Centralnej Komisji Rewizyjnej KPZR, później (1976–1981) zastępca członka, a między 1981 a 1990 członek KC KPZR. Pochowany na Cmentarzu Dońskim w Moskwie.

## Wybrane prace
- Георгий Аркадьевич Арбатов: «Оазисы» творческой мысли. W: Г.А. Арбатов: Человек Системы: наблюдения и размышления очевидца её распада. М.: Вагриус, 2002, seria: Наш XX век. ISBN 5-264-00851-5. (ros.). Brak numerów stron w książce

przekłady na polski
- Aleksiej Bielakow, Fiodor Burłacki, Jurij Melwil, Abram Milejkowski, Sołomon Wygodzki, i in.: Podstawy marksizmu-leninizmu : podręcznik (Tyt. oryg.: Osnovy marksizma-leninizma). Pod redakcją Otto Kuusinena, tłumacz Regina Hekker i in.. Wyd. IV na podstawie II wydania rosyjskiego. Warszawa: Książka i Wiedza, 1964. (pol.). Brak numerów stron w książce

## Odznaczenia
- Order Lenina (dwukrotnie)
- Order Rewolucji Październikowej
- Order Wojny Ojczyźnianej I klasy
- Order Czerwonej Gwiazdy
- Order „Znak Honoru”

i medale.